# Campeonato Sul-Americano de Atletismo Sub-23 de 2004
A 1ª edição do Campeonato Sul-Americano de Atletismo Sub-23 de 2004 foi a edição inaugural do evento, organizado pela CONSUDATLE, para atletas com até 23 anos classificados como Sub-23. As provas foram realizadas no Polideportivo Máximo Viloria, em Barquisimeto, na Venezuela, no período de 26 a 27 de junho de 2004. Foram disputadas 44 provas com a presença de 310 atletas de 17 nacionalidades, sendo quatro convidadas. O Brasil se destacou com 42 medalhas no total, sendo 19 de ouro.

## Medalhistas

### Masculino
| Evento                      | Ouro                                                                            | Ouro       | Prata                                                                          | Prata      | Bronze                                                                                    | Bronze        |
| --------------------------- | ------------------------------------------------------------------------------- | ---------- | ------------------------------------------------------------------------------ | ---------- | ----------------------------------------------------------------------------------------- | ------------- |
| 100 metros                  | Bruno Pacheco (BRA)                                                             | 10.28      | Eliezer de Almeida (BRA)                                                       | 10.31      | Daniel Grueso (COL)                                                                       | 10.52 = NJ23R |
| 200 metros                  | Bruno Pacheco (BRA)                                                             | 20.75      | Basílio de Morães (BRA)                                                        | 21.06      | Wilmer Rivas (VEN)                                                                        | 21.30         |
| 400 metros                  | Andrés Silva (URU)                                                              | 45.80 ,    | Luis Luna (VEN)                                                                | 46.03      | Luís Ambrósio (BRA)                                                                       | 46.46         |
| 800 metros                  | Byron Piedra (ECU)                                                              | 1:47.43    | Simoncito Silvera (VEN)                                                        | 1:47.53    | Fabiano Peçanha (BRA)                                                                     | 1:48.66       |
| 1 500 metros                | Byron Piedra (ECU)                                                              | 3:46.37    | Nico Herrera (VEN)                                                             | 3:48.25    | Leslie Encina (CHI)                                                                       | 3:50.40       |
| 5 000 metros                | Manuel Bellorín (VEN)                                                           | 14:52.11   | Oscar Lesmes (COL)                                                             | 14:53.59   | Eduardo Villanueva (VEN)                                                                  | 15:52.40      |
| 10 000 metros               | João Augusto Stingelin (BRA)                                                    | 30:51.13   | John Cusi (PER)                                                                | 31:18.13   | Leslie Encina (CHI)                                                                       | 31:20.36      |
| 20 km marcha atlética       | Gustavo Restrepo (COL)                                                          | 1:26:59.60 | Rafael dos Anjos Duarte (BRA)                                                  | 1:27:19.85 | Xavier Malacatus (ECU)                                                                    | 1:31:06.42    |
| 110 metros barreiras        | Maurício Teixeira (BRA)                                                         | 14.03      | Francisco Schilling (CHI)                                                      | 14.23      | Marleán Reyna (VEN)                                                                       | 14.45         |
| 400 metros barreiras        | Sebastián Lasquera (ARG)                                                        | 50.48      | Diego Venâncio (BRA)                                                           | 50.49      | Raphael Fernandes (BRA)                                                                   | 50.84         |
| 3.000 metros com obstáculos | Mariano Mastromarino (ARG)                                                      | 8:54.92    | Jean Carlos Calzadilla (VEN)                                                   | 8:56.55    | Sergio Lobos (CHI)                                                                        | 9:01.44       |
| 4×100 metros estafetas      | Brasil · Eliezer de Almeida · Paulo Roberto · Basílio de Morães · Bruno Pacheco | 39.42      | Colômbia · Wilmer Alberto Murillo · Jhon Valoyes · Daniel Grueso · Eduar Mena  | 40.24      | Chile · Iván Sandoval · Kael Becerra · Diego Valdés · Benjamín Bravo                      | 41.07         |
| 4×400 metros estafetas      | Brasil · Luís Eduardo Ambrosio · Diego Chargal · Diego Venâncio · Paulo Roberto | 3:06.85    | Venezuela · José Faneite · Simoncito Silvera · Víctor José Solarte · Luis Luna | 3:09.00    | Argentina · Sebastián Lasquera · Mariano Jiménez · Pablo Cabrera · José Ignacio Pignataro | 3:12.02       |
| Salto em altura             | Fábio Baptista (BRA)                                                            | 2.14       | Ederson de Oliveira (BRA)                                                      | 2.05       | Daniel Rodríguez (VEN)                                                                    | 2.00          |
| Salto à vara                | Jorge Naranjo (CHI)                                                             | 5.20       | José Francisco Nava (CHI)                                                      | 5.00       | Guillermo Chiaraviglio (ARG)                                                              | 5.00          |
| Salto em comprimento        | Irving Saladino (PAN)                                                           | 7.74       | Rogério da Silva Bispo (BRA)                                                   | 7.69       | Luis Tristán (PER)                                                                        | 7.25          |
| Salto triplo                | Jefferson Sabino (BRA)                                                          | 16.27      | José Francisco Nava (CHI)                                                      | 14.85      | Oscar Alvarenga (PAR)                                                                     | 14.70         |
| Arremesso de peso           | Gustavo de Mendonça (BRA)                                                       | 17.21      | Jiovanny García (COL)                                                          | 17.16      | Edmundo Martínez (VEN)                                                                    | 17.14         |
| Lançamento de disco         | Héctor Hurtado (VEN)                                                            | 54.75      | Gustavo de Mendonça (BRA)                                                      | 52.75      | Germán Lauro (ARG)                                                                        | 50.56         |
| Lançamento do martelo       | Roberto Sáez (CHI)                                                              | 63.95      | Wagner Domingos (BRA)                                                          | 63.86      | Armando dos Santos (BRA)                                                                  | 62.96         |
| Lançamento do dardo         | Alexon Maximiano (BRA)                                                          | 71.49      | Júlio César de Oliveira (BRA)                                                  | 71.49      | Arley Ibargüen (COL)                                                                      | 70.05         |
| Decatlo                     | Leandro Peyrano (ARG)                                                           | 6993       | Fagner Martins (BRA)                                                           | 6852       | Andrés Horacio Mantilla (COL)                                                             | 6816          |

### Feminino
Resultados na categoria feminina.
| Evento                      | Ouro                                                                          | Ouro       | Prata                                                                                       | Prata       | Bronze                                                                                               | Bronze     |
| --------------------------- | ----------------------------------------------------------------------------- | ---------- | ------------------------------------------------------------------------------------------- | ----------- | --- | ---------- |
| 100 metros                  | Thatiana Ignácio (BRA)                                                        | 11.63      | Melisa Murillo (COL)                                                                        | 11.78       | Raquel da Costa (BRA)                                                                                | 11.86      |
| 200 metros                  | Darlenis Obregón (COL)                                                        | 23.76      | María Fernanda Mackenna (CHI)                                                               | 24.47       | Amanda Dias (BRA)                                                                                    | 24.55      |
| 400 metros                  | Joyce Prieto (BRA)                                                            | 54.38      | Lucy Jaramillo (ECU)                                                                        | 54.52       | Ángela Elisabeth Alfonso (VEN)                                                                       | 54.77      |
| 800 metros                  | Rejane Bispo da Silva (BRA)                                                   | 2:09.88    | Marcela Britos (URU)                                                                        | 2:10.14     | Yenny Mejías (VEN)                                                                                   | 2:10.15    |
| 1 500 metros**              | Mónica Amboya (ECU)                                                           | 4:27.30    | Kamila Govorcín (CHI)                                                                       | 4:33.05     | Yolanda Caballero (COL)                                                                              | 4:37.62    |
| 5 000 metros                | Zenaide Vieira (BRA)                                                          | 17:38.28   | Rosa Chacha (ECU)                                                                           | 17:44.04    | Karina Córdoba (ARG)                                                                                 | 17:47.34   |
| 10 000 metros               | Rosa Chacha (ECU)                                                             | 36:23.73   | Ruby Riativa (COL)                                                                          | 36:28.67    | Luz Maldonado (VEN)                                                                                  | 36:42.10   |
| 20 km marcha atlética       | Cisiane Lopes (BRA)                                                           | 1:46:45.03 | Marcela Pacheco (CHI)                                                                       | 1:47:37.12  | Josette Sepúlveda (CHI)                                                                              | 1:48:56.46 |
| 100 metros barreiras        | Brigith Merlano (COL)                                                         | 13.57      | Sandrine Legenort (VEN)                                                                     | 13.79 NR    | Fabiana Morães (BRA)                                                                                 | 14.11      |
| 400 metros barreiras        | Yusmelys García (VEN)                                                         | 59.80      | Jessica Miller (URU)                                                                        | 59.84       | Lucy Jaramillo (ECU)                                                                                 | 60.65      |
| 3.000 metros com obstáculos | Mónica Amboya (ECU)                                                           | 10:20.39   | Yolanda Caballero (COL)                                                                     | 10:24.09    | Ángela Figueroa (COL)                                                                                | 10:39.12   |
| 4×100 metros estafetas      | Brasil · Alessandra Matos · Racquel da Costa · Amanda Dias · Thatiana Ignâcio | 45.36      | Chile · María José Echeverría · María Fernanda Mackenna · Daniela Pávez · Daniela Riderelli | 45.67       | Venezuela · Jackeline Carabalí · Ángela Elizabeth Alfonso · María Mercedes Ochoa · Sandrine Legenort | 47.32      |
| 4×400 metros estafetas      | Brasil                                                                        | 3:40.05    | Chile                                                                                       | 3:42.61     | Venezuela                                                                                            | 3:48.38    |
| Salto em altura             | Catherine Ibargüen (COL)                                                      | 1.91       | Jhoris Luque (VEN)                                                                          | 1.82        | Mônica de Freitas (BRA)                                                                              | 1.76       |
| Salto à vara *              | Milena Agudelo (COL)                                                          | 3.90       | Pamela Barnert (CHI)                                                                        | 3.80        | Rosângela da Silva (BRA)                                                                             | 3.70       |
| Salto em comprimento        | Keila Costa (BRA)                                                             | 6.19       | Catherine Ibargüen (COL)                                                                    | 6.05        | Tânia Ferreira da Silva (BRA)                                                                        | 6.05       |
| Salto triplo                | Keila Costa (BRA)                                                             | 13.62      | Jennifer Arveláez (VEN)                                                                     | 13.16       | Tânia Ferreira da Silva (BRA)                                                                        | 12.78      |
| Arremesso de peso           | Paola Cheppi (ARG)                                                            | 15.81      | Ahymará Espinoza (VEN)                                                                      | 15.45 NJ23R | Jennifer Dahlgren (ARG)                                                                              | 14.34      |
| Lançamento de disco         | Claudia Ullmann (ARG)                                                         | 44.54      | Karen Gallardo (CHI)                                                                        | 44.00       | Rita da Conceição Neres (BRA)                                                                        | 43.70      |
| Lançamento do martelo       | Jennifer Dahlgren (ARG)                                                       | 65.17      | Adriana Benaventa (VEN)                                                                     | 59.18       | Stefanía Zoryez (URU)                                                                                | 58.22      |
| Lançamento do dardo         | Leryn Franco (PAR)                                                            | 51.53      | María González (VEN)                                                                        | 51.01       | Mariela Aguer (ARG)                                                                                  | 45.99      |
| Heptatlo                    | Thaimara Rivas (VEN)                                                          | 5537       | Melry Caldeira (BRA)                                                                        | 5218        | Valeria Steffens (CHI)                                                                               | 5001       |

* Keisa Monterola, da Venezuela, tinha apenas 16 anos e não podia participar oficialmente nos campeonatos. Fora da competição, ela efetuou 3.80m na primeira tentativa, o que a colocaria no segundo lugar da competição. 
** Algumas fontes listam Jéssica Quispe do Peru com um tempo de 4:27,68, o que a colocaria em segundo lugar na prova dos 1 500 metros feminino. Assim como a atleta Keisa Monterola, ela poderia ter começado fora da competição por causa da idade com apenas 17 anos,

## Quadro de medalhas
| Ordem | País      | Medalha de ouro | Medalha de prata | Medalha de bronze | Total |
| ----- | --------- | --------------- | ---------------- | ----------------- | ----- |
| 1     | Brasil    | 19              | 11               | 12                | 42    |
| 2     | Argentina | 6               | 0                | 6                 | 12    |
| 3     | Colômbia  | 5               | 7                | 5                 | 17    |
| 4     | Equador   | 5               | 2                | 2                 | 9     |
| 5     | Venezuela | 4               | 11               | 10                | 26    |
| 6     | Chile     | 2               | 10               | 6                 | 18    |
| 7     | Uruguai   | 1               | 2                | 1                 | 4     |
| 8     | Panamá    | 1               | 0                | 1                 | 2     |
| 9     | Peru      | 1               | 0                | 0                 | 1     |
| 10    | Paraguai  | 0               | 1                | 1                 | 2     |

## Tabela de pontos
O Brasil ficou em primeiro lugar com 486 pontos. 
| Posição | Nacionalidade | Pontos |
| ------- | ------------- | ------ |
| 1       | Brasil        | 486    |
| 2       | Venezuela     | 230    |
| 3       | Chile         | 167    |
| 4       | Argentina     | 138    |
| 4       | Colômbia      | 138    |
| 6       | Equador       | 92     |
| 7       | Uruguai       | 26     |
| 8       | Peru          | 16     |
| 9       | Paraguai      | 14     |
| 10      | Panamá        | 10     |
| 11      | Bolívia       | 3      |
| 11      | Guiana        | 3      |